# Can't We Try
"Can't We Try" (em português:  Nós Não Podemos Tentar?) é o primeiro single do álbum Dan Hill, lançado pelo cantor de música pop Dan Hill com participação de Vonda Shepard em 1987. É o segundo single do cantor a entrar no Top 10 da Billboard Hot 100 (o primeiro foi "Sometimes When We Touch" lançado em 1977, que alcançou a posição #3 na parada) alcançando a posição #6 na parada. No Canadá a canção chegou a posição #14 de canções mais tocadas. A canção teve melhor desempenho da parada Adult Contemporary do Canadá e Estados Unidos, alcançando a posição #2 nas paradas.

## Faixas
7" single
| N.º | Título                                         | Duração |  |
| 1.  | "Can't We Try" (participação de Vonda Shepard) | 4:02    |  |
| 2.  | "Pleasure Centre"                              | 3:46    |  |

## Posições nas paradas musicais

### Melhores posições
| Parada musical (1987)                  | Melhor posição |
| -------------------------------------- | -------------- |
| Canadá - Canada RPM Adult Contemporary | 2              |
| Canadá - Canada RPM Top 100 Singles    | 14             |
| Estados Unidos - Adult Contemporary    | 2              |
| Estados Unidos - Billboard Hot 100     | 6              |
| Países Baixos - Dutch Top 40           | 36             |

### Posições anuais
| Parada de fim de ano (1987)                | Melhor posição |
| ------------------------------------------ | -------------- |
| Canadá - Canada RPM Top 100 Singles of '87 | 83             |
| Estados Unidos - Billboard Hot 100         | 63             |

## A versão de Rockell
"Can't We Try" é o terceiro single do álbum What Are You Lookin' at?, lançado pela cantora de dance-pop e freestyle Rockell em 1998. Contem a participação de Collage. É a canção de maior sucesso de Rockell na Billboard Hot 100, na qual alcançou a posição #59. É também o último single dela a entrar na parada da Billboard Hot 100.

### Faixas
CD single
| N.º | Título                         | Duração |  |
| 1.  | "Can't We Try" (Radio Version) | 4:00    |  |
| 2.  | "Can't We Try" (The Slow Jam)  | 3:52    |  |

CD Promo single
| N.º | Título                         | Duração |  |
| 1.  | "Can't We Try" (Radio Version) | 4:00    |  |
| 2.  | "Can't We Try" (The Slow Jam)  | 3:52    |  |
| 3.  | "Can't We Try" (Acapella)      | 4:02    |  |

CD Maxi single
| N.º | Título                                       | Duração |  |
| 1.  | "Can't We Try" (Lenny B Mix / Radio Version) | 4:10    |  |
| 2.  | "Can't We Try" (Mr. Mig Mix)                 | 4:44    |  |
| 3.  | "Can't We Try" (Lenny B Club Mix)            | 6:00    |  |
| 4.  | "Can't We Try" (Pablo's Main Room Mix)       | 7:38    |  |
| 5.  | "Can't We Try" (Original Radio Version)      | 4:00    |  |

### Posições nas paradas musicais
| Parada musical (1998)                               | Melhor posição |
| --------------------------------------------------- | -------------- |
| Estados Unidos - Billboard Hot 100                  | 59             |
| Estados Unidos - Hot Dance Music/Maxi-Singles Sales | 11             |